# Thecla antinous
Thecla antinous är en fjärilsart som beskrevs av Felder 1865. Thecla antinous ingår i släktet Thecla och familjen juvelvingar. Inga underarter finns listade i Catalogue of Life.